# Ipomoea steudelii
Ipomoea steudelii ist eine Pflanzenart aus der Gattung der Prunkwinden (Ipomoea), die zur Familie der Windengewächse (Convolvulaceae) gezählt wird. Die englischsprachige Bezeichnung ist „Steudel's morning-glory“.

## Verbreitung und Habitat
Die Art ist in den südlichen und westlichen Teilen Puerto Ricos sowie auf den zu Puerto Rico gehörenden Inseln Vieques und Culebra verbreitet. Die Pflanzen wurde außerdem auf den Virgin Islands, Haiti, Anguilla und Kuba nachgewiesen.
Vorkommen auf Hispaniola sind zweifelhaft.
Die Pflanzen wachsen in trockenen Dickichten in niedrigen und mittleren Höhenlagen.

## Beschreibung
Ipomoea steudelii ist eine schlanke Kletterpflanze, deren Stängel unbehaart sind und bis zu 4 m lang werden können. Die Laubblätter sind klein und sehr variabel geformt. Die Blattspreite kann eiförmig bis fast kreisförmig im Umriss sein, ist 0,5 bis 2 cm lang, ganzrandig, gebuchtet, umgekehrt herzförmig, zwei- oder vierlappig. Die Lappen sind eiförmig bis langgestreckt oder linealisch und stumpf. Die Blattbasis ist herzförmig oder gerundet.
Die Blütenstände bestehen aus einer bis vier Blüten. Die Blütenstandsstiele sind kurz und kräftig. Die Kelchblätter sind eiförmig, gerundet und etwa 6 mm lang. Die Krone ist 3 bis 4 cm lang, rot, pink, lila, purpurn oder weiß gefärbt und tellerförmig. Der abstehende Kronsaum ist mit kurzen, gerundeten Lappen besetzt.
Die Früchte sind eiförmige, 10 bis 15 mm lange Kapseln. Die Samen sind lang-wollig behaart.